# Seferovci (gmina Gradiška)
Seferovci (cyr. Сеферовци) – wieś w Bośni i Hercegowinie, w Republice Serbskiej, w gminie Gradiška. W 2013 roku liczyła 504 mieszkańców.